# Ирска (острво)
Ирска (ир. Éire; шкот. Airlann; енгл. Ireland) острво је у северном Атлантику западно од Велике Британије, од које је одвојено Северним пролазом, Ирским морем и Пролазом Светог Ђорђа. Друго је по величини међу Британским острвима. У Европи је треће а у свету је двадесето острво по величини.
Чине је покрајине: Алстер, Манстер, Конот и Ленстер. Укупно на острву има 32 округа. Политички, Ирска је подељена између Републике Ирске, која обухвата пет шестина острва, и Северне Ирске, дела Уједињеног Краљевства, која обухвата преостали део на североистоку острва. Број становника износи око 6,4 милиона. Нешто мање од 4,6 милиона живи у Републици Ирској док нешто више од 1,8 милиона живи у Северној Ирској.
Рељеф острва карактеришу ниске планине које окружују средишњу равницу, са неколико пловних река које се протежу ка унутрашњости. Острво има бујну вегетацију, као последицу благе, али променљиве океанске климе, коју не карактеришу температурни екстреми. Густе шуме прекривале су острво све до средњег доба. Шуме су 2013. заузимале једанаест посто површине острва, док је европски просек тридесет пет посто, и највећи део њих су неаутохтоне четинарске плантаже. У Ирској постоји 36 аутохтоних врста сисара. Ирска клима је под утицајем Атлантског океана и стога је веома умерена, и зиме су блаже него што би се очекивало од тако северне области, мада су лета хладнија него у континенталној Европи. Кишне падавине и облачни покривач су изобилни.
Људи су настанили Ирску око 8000 година пре нове ере. Келти су владали овим острвом од првог века нове ере до 17. столећа. Христијанизација острва спровођена је од петог века. Након инвазије Нормана у 12. веку Енглеска је покушала да овлада острвом, међутим, то је успела тек током Тјудорових похода у 16. и 17. веку. Ови догађаји довели су до доласка колониста из Британије. У последњој деценији 17. века, почела је да се спроводи политика тзв. протестантског успона (енгл. Protestant Ascendancy) с циљем сиромашења већинских католика и протестантских дисидената. Она је настављена и у 18. веку. Ирска је 1801. постала део Уједињеног Краљевства Велике Британије и Ирске. Ирски рат за независност почетком 20. века довео је до поделе острва, стварањем Ирске Слободне Државе, и Северне Ирске, која је остала део Уједињеног Краљевства. Северну Ирску су у раздобљу од краја шездесетих до деведесетих година 20. века потресали немири. Након политичког споразума из 1998. дошло је до смиривања тензија. Године 1973. оба дела Ирске постала су део Европске економске заједнице. Ирска култура је имала велики утицај на друге културе, посебно књижевност, и у нешто мањој мери наука и образовање.

## Географија

### Клима
| Клима Ирске                                      | Клима Ирске  | Клима Ирске | Клима Ирске | Клима Ирске | Клима Ирске | Клима Ирске | Клима Ирске | Клима Ирске | Клима Ирске | Клима Ирске | Клима Ирске  | Клима Ирске | Клима Ирске  |
| Показатељ \ Месец                                | .Јан.        | .Феб.       | .Мар.       | .Апр.       | .Мај.       | .Јун.       | .Јул.       | .Авг.       | .Сеп.       | .Окт.       | .Нов.        | .Дец.       | .Год.        |
| ------------------------------------------------ | ------------ | ----------- | ----------- | ----------- | ----------- | ----------- | ----------- | ----------- | ----------- | ----------- | ------------ | ----------- | ------------ |
| Апсолутни максимум, °C (°F)                      | 18,5 (65,3)  | 18,1 (64,6) | 23,6 (74,5) | 25,8 (78,4) | 28,4 (83,1) | 33,3 (91,9) | 32,3 (90,1) | 31,5 (88,7) | 29,1 (84,4) | 25,2 (77,4) | 20,1 (68,2)  | 18,1 (64,6) | 33,3 (91,9)  |
| Апсолутни минимум, °C (°F)                       | −19,1 (−2,4) | −17,8 (0)   | −17,2 (1)   | −7,7 (18,1) | −5,6 (21,9) | −3,3 (26,1) | −0,3 (31,5) | −2,7 (27,1) | −3 (27)     | −8,3 (17,1) | −11,5 (11,3) | −17,5 (0,5) | −19,1 (−2,4) |
| Извор #1: Met Éireann                            |              |             |             |             |             |             |             |             |             |             |              |             |              |
| Извор #2: The Irish Times (November record high) |              |             |             |             |             |             |             |             |             |             |              |             |              |